# Сетенёво
Сетенёво — деревня в Покровском районе Орловской области, входит в состав муниципального образования Дросковское сельское поселение.

## География
Расположена в 22 км юго-восточнее районного центра Покровское на автодороге Р-119 Орёл — Тамбов.

## История
Во время Великой Отечественной войны в феврале 1943 года у Сетенёва вела бои 73-я стрелковая дивизия 48-й армии.

## Население
| 2002 | 2010 |
| ---- | ---- |
| 474  | ↘393 |

## Инфраструктура
Деревня газифицирована в соответствии с распоряжением главы администрации Орловской области от 21.05.2001 N 288-р
«О газификации н.п. Сетенево Покровского района».